# باتلي إن بوسي
باتلي إن بويزاي (بالفرنسية: Batilly-en-Puisaye)‏ هي بلدية فرنسية في إقليم لورا في شمال وسط فرنسا.